# Plomin Luka
 Plomin Luka  (olaszul:  Porto Fianona) falu Horvátországban, Isztria megyében. Közigazgatásilag Kršanhoz tartozik.

## Fekvése
Az Isztriai-félsziget keleti részén, Labintól 7 km-re északkeletre, községközpontjától 6 km-re délkeletre, a mintegy négy kilométer hosszú Plomini-öböl északnyugati végében a tengerparton a Boljunčica-patak torkolatánál fekszik.

## Története
A mai Plomin Luka helyén az ókorban a római Fianona település állt, mely a római uralom után megszűnt, majd a kora középkorban települt be újra. A középkorban több temploma is volt, melyek Szent Erzsébet, Szent Vid és Szent Mátyás apostol tiszteltére voltak szentelve. A közelében egy pálos kolostor is állt, melyet a 14. században alapítottak és a 18. századig, a rend feloszlatásáig működött. A faluban a Depangher-Manzini családnak voltak házai és gazdasági épületei. Egykor fontos áruforgalmi csomópont volt. A második világháború végéig állandó hajójárat kötötte össze Fiuméval, Cressel és Lošinjjal. A falunak 1880-ban 252, 1910-ben 448 lakosa volt. 1932-ben a Čepić-tó lecsapolásakor az öbölnek ezt a részét mesterségesen feltöltötték, miközben a Boljunica-patak számára egy új szűk mesterséges torkolatot alakítottak ki. Ezzel a település hanyatlását idézték elő, melynek lakossága a második világháború után jelentősen csökkent. Lakói korábban tengerészek, halászok és kitűnő molnárok voltak., de a 19. század elején a közelben szenet találtak. Erre alapozva építették fel a Plomini-öböl felett 1969-ben a Plomin I. 2000-ben pedig a Plomin II. hőerőművet, mely az ittenieknek új munkalehetőséget teremtett és az erőmű dolgozói részére új településrészt építettek. Plomin Lukának 2011-ben 176 lakosa volt.

## Lakosság
| Lakosság változása | Lakosság változása | Lakosság változása | Lakosság változása | Lakosság változása | Lakosság változása | Lakosság változása | Lakosság változása | Lakosság változása | Lakosság változása | Lakosság változása | Lakosság változása | Lakosság változása | Lakosság változása | Lakosság változása | Lakosság változása |
| ------------------ | ------------------ | ------------------ | ------------------ | ------------------ | ------------------ | ------------------ | ------------------ | ------------------ | ------------------ | ------------------ | ------------------ | ------------------ | ------------------ | ------------------ | ------------------ |
| 1857               | 1869               | 1880               | 1890               | 1900               | 1910               | 1921               | 1931               | 1948               | 1953               | 1961               | 1971               | 1981               | 1991               | 2001               | 2011               |
| 0                  | 0                  | 252                | 353                | 410                | 448                | 0                  | 0                  | 357                | 257                | 310                | 286                | 222                | 192                | 204                | 176                |

## Nevezetességei
A Plomin I. hőerőmű 1969-ben a Plomin II. pedig 2000-ben létesült.